# Operazione grappoli d'ira
Il nome operazione Grappoli d'Ira (in inglese operation Grapes of Wrath) indica un'operazione militare condotta da Israele nel Libano meridionale nel 1996.

## Storia

### Antefatti
Nel 1996 il Libano meridionale era ancora in parte occupato da Israele che combatteva la guerriglia degli Hezbollah, il gruppo sciita che, oltre ad attaccare l'esercito, sparava anche missili sul territorio dello Stato ebraico.
Contemporaneamente in Israele si notava un aumento degli attacchi suicidi, il primo ministro Shimon Peres ricevette grandi pressioni per fermare i colloqui di pace e l'11 aprile ordinò una massiccia operazione militare contro gli Hezbollah.

### L'operazione
L'operazione consisté in un attacco contemporaneo su tre fronti, navale, terrestre ed aereo con un solo obiettivo: snidare e distruggere tutte le basi della milizia di Hezbollah.
L'attacco fu particolarmente violento, stime serie parlano dello sgancio di 35000 bombe nei sedici giorni di operazione militare.
In quel periodo non venne colpito solo il Libano del Sud (che subì danni enormi) ma anche la centrale elettrica di Beirut.

### Il massacro di Qana
Il 18 aprile venne bombardata una base delle Nazioni Unite considerata da Israele un rifugio per gli Hezbollah. In quella base alcuni giorni prima si erano rifugiati circa 800 civili, il bombardamento uccise 102 persone e ne ferì 120.
Le fonti israeliane riferirono di non aver saputo che nella base erano presenti civili, mentre un'indagine condotta dalle Nazioni Unite sostenne che Israele sapesse della presenza dei civili, ma bombardò ugualmente.

### Cessate il fuoco
639 attacchi di razzi transfrontalieri di Hezbollah hanno colpito la zona settentrionale di Israele, in particolare abitazioni della città di Kiryat Shmona. Il conflitto si è concluso il 27 aprile con un accordo di cessate il fuoco che vietava gli attacchi ai civili da entrambe le parti.